# Золотий глобус (71-ша церемонія вручення)
71-ша церемонія вручення нагород премії «Золотий глобус»

12 січня 2014 року
Найкращий фільм — драма: 
«12 років рабства»
Найкращий фільм —
комедія або мюзикл: 
«Американська афера»
Найкращий телесеріал — драма: 
«Пуститися берега»
Найкращий телесеріал —
комедія або мюзикл: 
«Бруклін 9-9»
Найкращий мінісеріал або телефільм: 
«За канделябрами»
< 70-та • Церемонії вручення • 72-га >
71-ша церемонія вручення нагород премії «Золотий глобус» за заслуги в галузі кінематографу і телебачення за 2013 рік, що відбулася 12 січня 2014 в готелі Беверлі-Гілтон (Беверлі-Гіллз, Лос-Анджелес, Каліфорнія). Номінантів оголосили Азіз Ансарі, Зої Салдана, Олівія Вайлд 12 грудня 2013. Церемонія транслювалася американською телекомпанією NBC. Ведучими вдруге поспіль стали Тіна Фей та Емі Полер. Церемонія спродюсована компанією Dick Clark Productions у співпраці з голлівудською асоціацією іноземної преси.
Найбільша кількість номінацій (7) було у фільмів «12 років рабства» і «Американська афера», вони також здобули перемогу у власних категоріях, як найкращий драматичний та комедійний фільм відповідно. По дві перемоги отримали такі фільми і серіали як «Далласький клуб покупців», «За канделябрами», «Бруклін 9-9» та «Пуститися берега».

## Список лауреатів і номінантів

### Кіно
Фільми з найбільшою кількістю нагород та номінацій
| Фільм                        | Перемоги | Номінації |
| ---------------------------- | -------- | --------- |
| • «Американська афера»       | 3        | 7         |
| • «Далласький клуб покупців» | 2        | 2         |
| • «12 років рабства»         | 1        | 7         |
| • «Гравітація»               | 1        | 4         |
| • «Вона»                     | 1        | 3         |
| • «Довгий шлях до свободи»   | 1        | 3         |
| • «Вовк з Волл-стріт»        | 1        | 2         |
| • «Не згасне надія»          | 1        | 2         |
| • «Жасмін»                   | 1        | 2         |
| • «Крижане серце»            | 1        | 2         |
| • «Велика краса»             | 1        | 1         |
| • «Небраска»                 | —        | 5         |
| • «Капітан Філліпс»          | —        | 4         |
| • «Всередині Люїна Дейвіса»  | —        | 3         |
| • «Філомена»                 | —        | 3         |
| • «Серпень: Графство Осейдж» | —        | 2         |
| • «Гонка»                    | —        | 2         |

• Переможці вказані першими і виділені окремим кольором.
| Категорія                                   | Лауреати і номінанти | Лауреати і номінанти                                                   |
| ------------------------------------------- | --- | ---------------------------------------------------------------------- |
| Найкращий фільм — драма                     | • «12 років рабства» | • «12 років рабства»                                                   |
| Найкращий фільм — драма                     | • «Капітан Філліпс» |                                                                        |
| Найкращий фільм — драма                     | • «Гравітація» |                                                                        |
| Найкращий фільм — драма                     | • «Філомена» |                                                                        |
| Найкращий фільм — драма                     | • «Гонка» |                                                                        |
| Найкращий фільм — комедія або мюзикл        | • «Американська афера» | • «Американська афера»                                                 |
| Найкращий фільм — комедія або мюзикл        | • «Вона» |                                                                        |
| Найкращий фільм — комедія або мюзикл        | • «Всередині Люїна Дейвіса» |                                                                        |
| Найкращий фільм — комедія або мюзикл        | • «Небраска» |                                                                        |
| Найкращий фільм — комедія або мюзикл        | • «Вовк з Уолл-стріт» |                                                                        |
| Найкраща чоловіча роль — драма              | | • «Далласький клуб покупців» — Меттью Макконехі за роль Рона Вудруфа   |
| Найкраща чоловіча роль — драма              | • «12 років рабства» — Чіветел Еджіофор за роль Соломона Нортапа                                                                         |                                                                        |
| Найкраща чоловіча роль — драма              | • «Довгий шлях до свободи» — Ідріс Ельба за роль Нельсона Манделы                                                                        |                                                                        |
| Найкраща чоловіча роль — драма              | • «Капітан Філліпс» — Том Генкс за роль капітана Річарда Філліпса                                                                        |                                                                        |
| Найкраща чоловіча роль — драма              | • «Не згасне надія» — Роберт Редфорд за роль «нашої людини»                                                                              |                                                                        |
| Найкраща жіноча роль — драма                | | • «Жасмін» — Кейт Бланшетт за роль Жанет Френсіс                       |
| Найкраща жіноча роль — драма                | • «Гравітація» — Сандра Буллок за роль Раян Стоун                                                                                        |                                                                        |
| Найкраща жіноча роль — драма                | • «Філомена» — Джуді Денч за роль Філомени Лі                                                                                            |                                                                        |
| Найкраща жіноча роль — драма                | • «Порятунок містера Бенкса» — Емма Томпсон за роль Памели Треверс                                                                       |                                                                        |
| Найкраща жіноча роль — драма                | • «День праці» — Кейт Вінслет за роль Адель Вілер                                                                                        |                                                                        |
| Найкраща чоловіча роль — комедія або мюзикл | | • «Вовк з Волл-стріт» — Леонардо Ді Капріо за роль Джордана Белфорта   |
| Найкраща чоловіча роль — комедія або мюзикл | • «Американська афера» — Крістіан Бейл за роль Ірвінга Розенфельда                                                                       |                                                                        |
| Найкраща чоловіча роль — комедія або мюзикл | • «Небраска» — Брюс Дерн за роль Вуді Гранта                                                                                             |                                                                        |
| Найкраща чоловіча роль — комедія або мюзикл | • «Всередині Люїна Дейвіса» — Оскар Айзек за роль Л'юіна Девіса                                                                          |                                                                        |
| Найкраща чоловіча роль — комедія або мюзикл | • «Вона» — Хоакін Фенікс за роль Теодора Туомблі                                                                                         |                                                                        |
| Найкраща жіноча роль — комедія або мюзикл   | | • «Американська афера» — Емі Адамс за роль Сідні Проссер               |
| Найкраща жіноча роль — комедія або мюзикл   | • «Перед опівніччю» — Жулі Дельпі за роль Селін Воллас                                                                                   |                                                                        |
| Найкраща жіноча роль — комедія або мюзикл   | • «Френсіс Ха» — Ґрета Ґервіґ за роль Френсіс Галледей                                                                                   |                                                                        |
| Найкраща жіноча роль — комедія або мюзикл   | • «Досить слів» — Джулія Луї-Дрейфус за роль Єви Гендерсон                                                                               |                                                                        |
| Найкраща жіноча роль — комедія або мюзикл   | • «Серпень: Графство Осейдж» — Меріл Стріп за роль Віолети Вестон                                                                        |                                                                        |
| Найкраща чоловіча роль другого плану        | | • «Далласький клуб покупців» — Джаред Лето за роль Района              |
| Найкраща чоловіча роль другого плану        | • «Капітан Філліпс» — Бархад Абді за роль Абдувалі Мусе                                                                                  |                                                                        |
| Найкраща чоловіча роль другого плану        | • «Гонка» — Даніель Брюль за роль Нікі Лауда                                                                                             |                                                                        |
| Найкраща чоловіча роль другого плану        | • «Американська афера» — Бредлі Купер за роль Річарда «Річі» ДіМасо                                                                      |                                                                        |
| Найкраща чоловіча роль другого плану        | • «12 років рабства» — Майкл Фассбендер за роль Едвіна Еппса                                                                             |                                                                        |
| Найкраща жіноча роль другого плану          | | • «Американська афера» — Дженніфер Лоуренс за роль Розаліни Розенфельд |
| Найкраща жіноча роль другого плану          | • «Жасмін» — Саллі Гокінз за роль Джинджер                                                                                               |                                                                        |
| Найкраща жіноча роль другого плану          | • «12 років рабства» — Люпіта Ніонго за роль Патсі                                                                                       |                                                                        |
| Найкраща жіноча роль другого плану          | • «Серпень: Графство Осейдж» — Джулія Робертс за роль Барбари Вестон-Фордгем                                                             |                                                                        |
| Найкраща жіноча роль другого плану          | • «Небраска» — Джун Сквібб за роль Кейт Ґрант                                                                                            |                                                                        |
| Найкраща режисерська робота                 | | • «Гравітація» — Альфонсо Куарон                                       |
| Найкраща режисерська робота                 | • «12 років рабства» — Стів Макквін |                                                                        |
| Найкраща режисерська робота                 | • «Американська афера» — Девід О. Расселл                                                                                                |                                                                        |
| Найкраща режисерська робота                 | • «Капітан Філліпс» — Пол Грінграсс |                                                                        |
| Найкраща режисерська робота                 | • «Небраска» — Александр Пейн |                                                                        |
| Найкращий сценарій                          | | • «Вона» — Спайк Джонз                                                 |
| Найкращий сценарій                          | • «12 років рабства» — Джон Рідлі |                                                                        |
| Найкращий сценарій                          | • «Американська афера» — Девід О. Расселл, Ерік Воррен Сінгер                                                                            |                                                                        |
| Найкращий сценарій                          | • «Небраска» — Боб Нельсон |                                                                        |
| Найкращий сценарій                          | • «Філомена» — Стів Куґан, Джефф Поуп |                                                                        |
| Найкраща музика                             | • «Не згасне надія» — Алекс Еберт | • «Не згасне надія» — Алекс Еберт                                      |
| Найкраща музика                             | • «12 років рабства» — Ганс Ціммер |                                                                        |
| Найкраща музика                             | • «Книжкова злодійка» — Джон Вільямс |                                                                        |
| Найкраща музика                             | • «Гравітація» — Стівен Прайс |                                                                        |
| Найкраща музика                             | • «Довгий шлях до свободи» — Алекс Геффес                                                                                                |                                                                        |
| Найкраща пісня                              | • «Довгий шлях до свободи» — «Ordinary Love» — U2, Боно, Danger Mouse                                                                    | • «Довгий шлях до свободи» — «Ordinary Love» — U2, Боно, Danger Mouse  |
| Найкраща пісня                              | • «Голодні ігри: У вогні» — «Atlas» — Джонні Бакленд, Кріс Мартін, Гай Беррімен, Вілл Чемпіон                                            |                                                                        |
| Найкраща пісня                              | • «Крижане серце» — «Let It Go» — Крістен Андерсон Лопес, Роберт Лопес                                                                   |                                                                        |
| Найкраща пісня                              | • «Всередині Люїна Дейвіса» — «Please Mr. Kennedy» — Джастін Тімберлейк, Джоел Коен, Ітан Коен, Ед Раш, Джордж Кромарті, Ті Боун Бернетт |                                                                        |
| Найкраща пісня                              | • «Єдиний шанс» — «Sweeter than Fiction» — Тейлор Свіфт, Джек Антонофф                                                                   |                                                                        |
| Найкращий анімаційний фільм                 | • «Крижане серце» | • «Крижане серце»                                                      |
| Найкращий анімаційний фільм                 | • «Сімейка Крудсів» |                                                                        |
| Найкращий анімаційний фільм                 | • «Нікчемний Я 2» |                                                                        |
| Найкращий фільм іноземною мовою             | • «Велика краса» (Італія) | • «Велика краса» (Італія)                                              |
| Найкращий фільм іноземною мовою             | • «Життя Адель» (Франція) |                                                                        |
| Найкращий фільм іноземною мовою             | • «Полювання» (Данія) |                                                                        |
| Найкращий фільм іноземною мовою             | • «Минуле» (Франція, Італія, Іран) |                                                                        |
| Найкращий фільм іноземною мовою             | • «Здійнявся вітер» (Японія) |                                                                        |

### Телебачення
Телесеріали з найбільшою кількістю нагород та номінацій
| Фільм                                | Перемоги | Номінації |
| ------------------------------------ | -------- | --------- |
| • «За канделябрами»                  | 2        | 4         |
| • «Пуститися берега»                 | 2        | 3         |
| • «Бруклін 9-9»                      | 2        | 2         |
| • «Картковий будинок»                | 1        | 4         |
| • «Танцюючи на межі»                 | 1        | 3         |
| • «Парки та зони відпочинку»         | 1        | 2         |
| • «Рей Донован»                      | 1        | 2         |
| • «Вершина озера»                    | 1        | 2         |
| • «Гарна дружина»                    | —        | 3         |
| • «Біла королева»                    | —        | 3         |
| • «Американська історія жаху: Шабаш» | —        | 2         |
| • «Теорія великого вибуху»           | —        | 2         |
| • «Дівчата»                          | —        | 2         |
| • «Майстри сексу»                    | —        | 2         |
| • «Американська сімейка»             | —        | 2         |
| • «Філ Спектор»                      | —        | 2         |

| Категорія                                                                | Лауреати і номінанти                                                   | Лауреати і номінанти                                        |
| ------------------------------------------------------------------------ | ---------------------------------------------------------------------- | ----------------------------------------------------------- |
| Найкращий серіал — драма                                                 | • «Пуститися берега»                                                   | • «Пуститися берега»                                        |
| Найкращий серіал — драма                                                 | • «Абатство Даунтон»                                                   |                                                             |
| Найкращий серіал — драма                                                 | • «Гарна дружина»                                                      |                                                             |
| Найкращий серіал — драма                                                 | • «Картковий будинок»                                                  |                                                             |
| Найкращий серіал — драма                                                 | • «Майстри сексу»                                                      |                                                             |
| Найкращий серіал — комедія або мюзикл                                    | • «Бруклін 9-9»                                                        | • «Бруклін 9-9»                                             |
| Найкращий серіал — комедія або мюзикл                                    | • «Теорія великого вибуху»                                             |                                                             |
| Найкращий серіал — комедія або мюзикл                                    | • «Дівчата» / Girls                                                    |                                                             |
| Найкращий серіал — комедія або мюзикл                                    | • «Американська сімейка»                                               |                                                             |
| Найкращий серіал — комедія або мюзикл                                    | • «Парки та зони відпочинку»                                           |                                                             |
| Найкращий мінісеріал або телефільм                                       | • «За канделябрами»                                                    | • «За канделябрами»                                         |
| Найкращий мінісеріал або телефільм                                       | • «Американська історія жаху: Шабаш»                                   |                                                             |
| Найкращий мінісеріал або телефільм                                       | • «Танцюючи на межі» / Dancing on the Edge                             |                                                             |
| Найкращий мінісеріал або телефільм                                       | • «Вершина озера» / Top of the Lake                                    |                                                             |
| Найкращий мінісеріал або телефільм                                       | • «Біла королева» / The White Queen                                    |                                                             |
| Найкраща чоловіча роль серіалу — драма                                   |                                                                        | • «Пуститися берега» — Браян Кренстон за роль Волтера Вайта |
| Найкраща чоловіча роль серіалу — драма                                   | • «Рей Донован» — Лев Шрайбер за роль Рея Донована                     |                                                             |
| Найкраща чоловіча роль серіалу — драма                                   | • «Майстри сексу» — Майкл Шин за роль Вільяма Мастерса                 |                                                             |
| Найкраща чоловіча роль серіалу — драма                                   | • «Картковий будинок» — Кевін Спейсі за роль Френка Андервуда          |                                                             |
| Найкраща чоловіча роль серіалу — драма                                   | • «Чорний список» — Джеймс Спейдер за роль Реймонда Реддінгтона        |                                                             |
| Найкраща жіноча роль серіалу — драма                                     |                                                                        | • «Картковий будинок» — Робін Райт за роль Клер Андервуд    |
| Найкраща жіноча роль серіалу — драма                                     | • «Гарна дружина» — Джуліанна Маргуліс за роль Алісії Флоррік          |                                                             |
| Найкраща жіноча роль серіалу — драма                                     | • «Чорна сирітка» — Тетяна Маслані за роль Сари Меннінг                |                                                             |
| Найкраща жіноча роль серіалу — драма                                     | • «Помаранчевий — хіт сезону» — Тейлор Шиллінг за роль Пайпер Чепмен   |                                                             |
| Найкраща жіноча роль серіалу — драма                                     | • «Скандал» — Керрі Вашингтон за роль Олівії Поуп                      |                                                             |
| Найкраща чоловіча роль серіалу — комедія або мюзикл                      |                                                                        | • «Бруклін 9-9» — Енді Семберг за роль Джейка Перальта      |
| Найкраща чоловіча роль серіалу — комедія або мюзикл                      | • «Уповільнений розвиток» — Джейсон Бейтман за роль Майкла Блуза       |                                                             |
| Найкраща чоловіча роль серіалу — комедія або мюзикл                      | • «Оселя брехні» — Дон Чідл за роль Марті Каана                        |                                                             |
| Найкраща чоловіча роль серіалу — комедія або мюзикл                      | • «Шоу Майкла Джей Фокса» — Майкл Джей Фокс за роль Майкла Генрі       |                                                             |
| Найкраща чоловіча роль серіалу — комедія або мюзикл                      | • «Теорія великого вибуху» — Джим Парсонс за роль Шелдона Купера       |                                                             |
| Найкраща жіноча роль серіалу — комедія або мюзикл                        |                                                                        | • «Парки та зони відпочинку» — Емі Полер за роль Леслі Ноуп |
| Найкраща жіноча роль серіалу — комедія або мюзикл                        | • «Новенька» — Зоуї Дешанель за роль Джессіки Дей                      |                                                             |
| Найкраща жіноча роль серіалу — комедія або мюзикл                        | • «Дівчата» — Лена Дангем за роль Хенни Хорвас                         |                                                             |
| Найкраща жіноча роль серіалу — комедія або мюзикл                        | • «Віцепрезидент» — Джулія Луї-Дрейфус за роль Селіни Маєр             |                                                             |
| Найкраща жіноча роль серіалу — комедія або мюзикл                        | • «Медсестра Джекі» — Іді Фалко за роль Джекі Пейтон                   |                                                             |
| Найкраща чоловіча роль мінісеріалу або телефільму                        |                                                                        | • «За канделябрами» — Майкл Дуглас за роль Лібераче         |
| Найкраща чоловіча роль мінісеріалу або телефільму                        | • «За канделябрами» — Метт Деймон за роль Скотта Торсона               |                                                             |
| Найкраща чоловіча роль мінісеріалу або телефільму                        | • «Танцюючи на межі» — Чиветел Еджіофор за роль Луїса Лестера          |                                                             |
| Найкраща чоловіча роль мінісеріалу або телефільму                        | • «Лютер» — Ідріс Ельба за роль Джона Лютера                           |                                                             |
| Найкраща чоловіча роль мінісеріалу або телефільму                        | • «Філ Спектор» — Аль Пачіно за роль Філа Спектра                      |                                                             |
| Найкраща жіноча роль мінісеріалу або телефільму                          |                                                                        | • «Вершина озера» — Елізабет Мосс за роль Робін Гріффін     |
| Найкраща жіноча роль мінісеріалу або телефільму                          | • «Бартон і Тейлор» — Гелена Бонем Картер за роль Елізабет Тейлор      |                                                             |
| Найкраща жіноча роль мінісеріалу або телефільму                          | • «Біла королева» — Ребекка Фергюсон за роль Елізабет Вудвіл           |                                                             |
| Найкраща жіноча роль мінісеріалу або телефільму                          | • «Американська історія жаху: Шабаш» — Джессіка Ленґ за роль Фіони Гуд |                                                             |
| Найкраща жіноча роль мінісеріалу або телефільму                          | • «Філ Спектор» — Гелен Міррен за роль Лінди Кенні Баден               |                                                             |
| Найкраща чоловіча роль другого плану серіалу, мінісеріалу або телефільму |                                                                        | • «Рей Донован» — Джон Войт за роль Міккі Донована          |
| Найкраща чоловіча роль другого плану серіалу, мінісеріалу або телефільму | • «Гарна дружина» — Джош Чарлз за роль Вілла Гарднера                  |                                                             |
| Найкраща чоловіча роль другого плану серіалу, мінісеріалу або телефільму | • «За канделябрами» — Роб Лоу за роль Джека Стартса                    |                                                             |
| Найкраща чоловіча роль другого плану серіалу, мінісеріалу або телефільму | • «Пуститися берега» — Аарон Пол за роль Джессі Пінкмена               |                                                             |
| Найкраща чоловіча роль другого плану серіалу, мінісеріалу або телефільму | • «Картковий будинок» — Корі Столл за роль Пітера Руссо                |                                                             |
| Найкраща жіноча роль другого плану серіалу, мінісеріалу або телефільму   |                                                                        | • «Танцюючи на межі» — Жаклін Біссет за роль Лавінії Кремон |
| Найкраща жіноча роль другого плану серіалу, мінісеріалу або телефільму   | • «Біла королева» — Джанет Мактір за роль Джакетти Люксембургської     |                                                             |
| Найкраща жіноча роль другого плану серіалу, мінісеріалу або телефільму   | • «Нашвілл» — Гейден Панеттьєр за роль Джульєтти Барнс                 |                                                             |
| Найкраща жіноча роль другого плану серіалу, мінісеріалу або телефільму   | • «Батьки» — Моніка Поттер за роль Крістіни Брейвмен                   |                                                             |
| Найкраща жіноча роль другого плану серіалу, мінісеріалу або телефільму   | • «Американська сімейка» — Софія Вергара за роль Глорії Прітчетт       |                                                             |

## Спеціальні нагороди
| Премія імені Сесіля Б. Де Мілля (Нагорода за внесок у кінематограф) |  | Вуді Аллен американський кіноактор, режисер і сценарист, відомий цинічними, дотепними пародіями й ексцентричним гумором |
| Міс «Золотий глобус» (Символічний титул)                            |  | Сосі Бейкон донька актора Кевіна Бейкона та актриси Кіри Седжвік                                                        |